# St. Nikolaus (Himmelsberg)

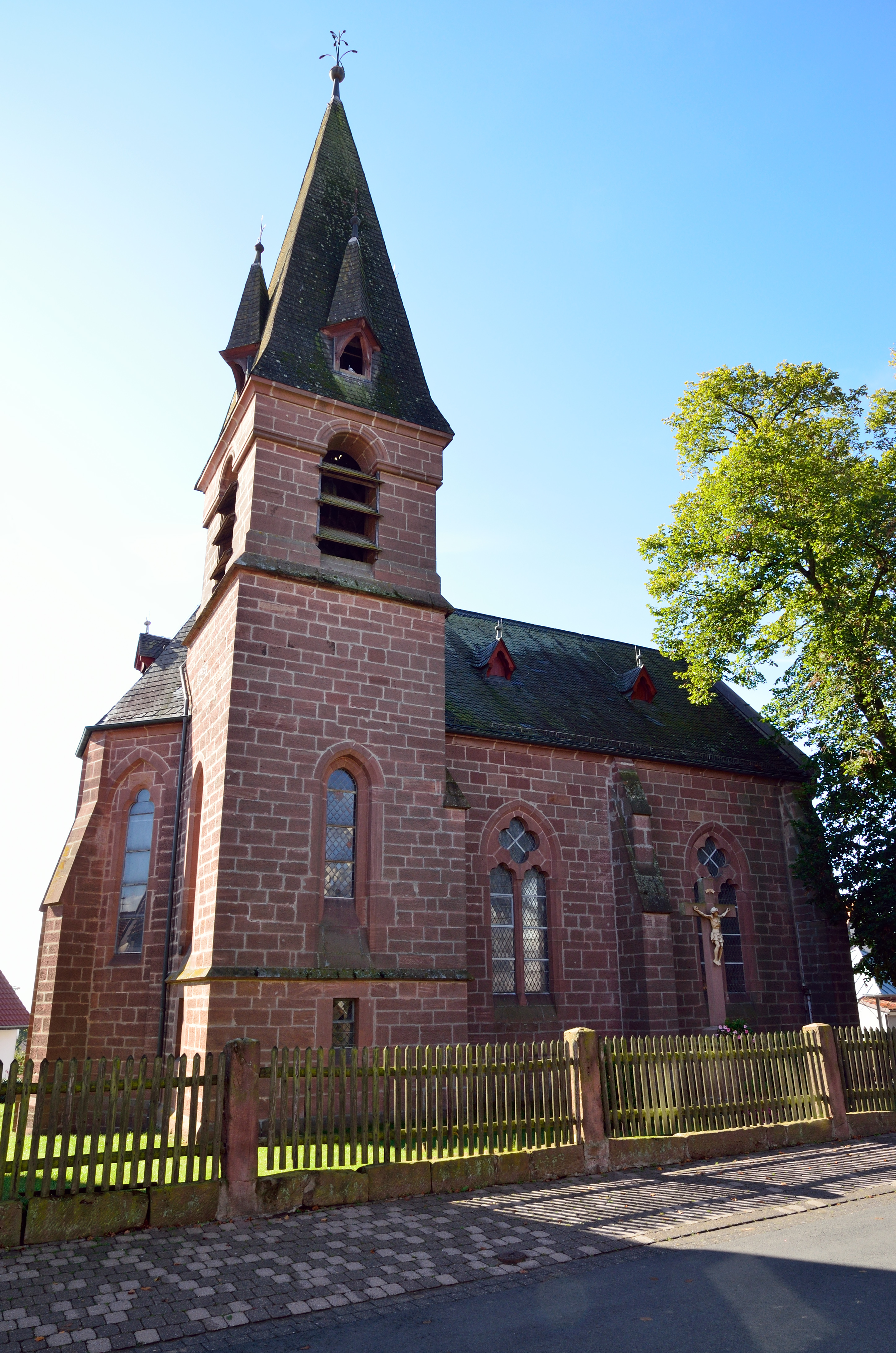
St. Nikolaus in Himmelsberg

Die römisch-katholische, denkmalgeschützte Kirche St. Nikolaus steht im Stadtteil Himmelsberg der Gemeinde Kirchhain im Landkreis Marburg-Biedenkopf in Hessen. Sie ist Filialkirche in der Pfarrei St. Bonifatius Amöneburger Land im Dekanat Marburg-Amöneburg des Bistums Fulda.

## Beschreibung
Die neugotische Saalkirche aus Quadermauerwerk wurde nach einem Entwurf von Peter Zindel im Jahre 1870 auf demselben Platz neu errichtet, an dem bereits die alte Kapelle stand, die 1684 dem heiligen Nikolaus gewidmet war und für den Neubau abgerissen wurde. An das Kirchenschiff schließt sich im Osten ein schmaler dreiseitig abgeschlossener Chor an. Zwischen Kirchenschiff und Chor, deren Wände von Strebepfeilern gestützt werden, ist im Nordosten der quadratische Kirchturm eingestellt, der mit einem schiefergedeckten Pyramidendach bedeckt ist. 
Der Innenraum ist mit einem Kreuzrippengewölbe überspannt. Die Fenster im Chor zeigen in der Mitte Christus, links den heiligen Wendelin und rechts den heiligen Bonifatius. Im Kirchenschiff stehen zwei Statuen, links die heilige Elisabeth, rechts der heilige Nikolaus, der Kirchenpatron. An der rückwärtigen Wand ist der heilige Judas Thaddäus zu sehen. Gegenüber steht der Altar aus der alten Kapelle.